# Skogsbandbi
Skogsbandbi (Halictus rubicundus) är ett bi som förekommer i tempererat klimat i den holarktiska regionen. 

## Kännetecken
Ett stort bi för att vara ett bandbi med mörk grundfärg. Honan är 10 till 11 mm lång, hanen 9 till 11 mm. Huvudet är svart, med krämfärgad till brun behåring hos honan, ljusare krämfärgat hos hanen. Antennerna är svarta hos honan, långa och mörkbruna hos hanen. Hanarna har även vitgul överläpp och munsköld. Bakkroppen har smala ljusa tvärränder som är avbrutna på mitten.

## Ekologi
Arten är polylektisk, den flyger till blommande växter från många olika familjer. Av de vanligaste kan nämnas korgblommiga växter, korsblommiga växter, ärtväxter och rosväxter.
Skogsbandbiet finns i de flesta biotoper, men det föredrar skogsområden framför mer öppen terräng.

### Fortplantning
Detta bi har ett varierat levnadssätt, beroende på klimatet så kan det vara både solitärt eller eusocialt (samhällsbildande). I svalare klimat där arten bara hinner med en generation per år är biet solitärt. I varmare klimat där arten hinner med mer än generation per år kan den bilda små samhällen. I gränzonerna mellan dessa olika områden kan både solitära och samhällsbildade bin förekomma.
På den europeiska kontinenten är arten eusocial, möjligen även i de södra delarna av Sverige.
Efter övervintringen gräver den befruktade honan på tidig vår ut ett bo i marken. Boet konstrueras gärna på solvarma södersluttningar. Det består av en vertikal gång som grävs ner till ett djup mellan 10 och 20 cm; det syns ofta en liten ansamling av jord utanför ingången som ett resultat av honans grävande. Larvcellerna, som innehåller ett ägg vardera och pollen till föda för larven, ligger vinkelrätt mot gången. För solitära humlor ligger larvcellerna i en grupp, medan eusociala bon har äggcellerna ordnade i två grupper: En övre, som innehåller den första kullen med övervägande till uteslutande honor, som kommer att hjälpa sin mor att ta hand om sina yngre syskon; de utgör alltså ett slags arbetare. Den senare kullen består däremot av könsdjur, både honor och hanar. Deras larvceller ligger i en andra grupp djupare ner i boet. Antalet kan variera, men en undersökning 1998–1999 anger upptill 10 larvceller för solitära bon, 33 för eusociala.
Boet kan parasiteras av skogsblodbi, som lägger ett ägg i varje larvcell samtidigt som hon förstör värdägget, så hennes larv fritt kan leva av den insamlade näringen.

## Utbredning
Arten har en mycket stor, holoarktisk utbredning – den finns både i Nordamerika och norra till mellersta Eurasien. I Nordamerika finns den från British Columbia, Northwest Territories och Newfoundland samt söderut till Kalifornien, Arizona, Texas och Florida. I Eurasien finns den i nästan hela Europa och österut genom Ryssland över Sibirien och Nordasien till Kamtjatka.
I Sverige finns arten i hela landet utom i fjällen. Nordligaste fyndet var i Kiruna.
Arten finns i nästan hela Finland, utom längst i norr. Det finns dock fem fynd i Lappland; tre från 1955 i Muonio, och två från 2021 i Pelkosenniemi. De flesta observationerna är dock gjorda i den södra delen (inklusive Åland).